# Grupo Lasörling

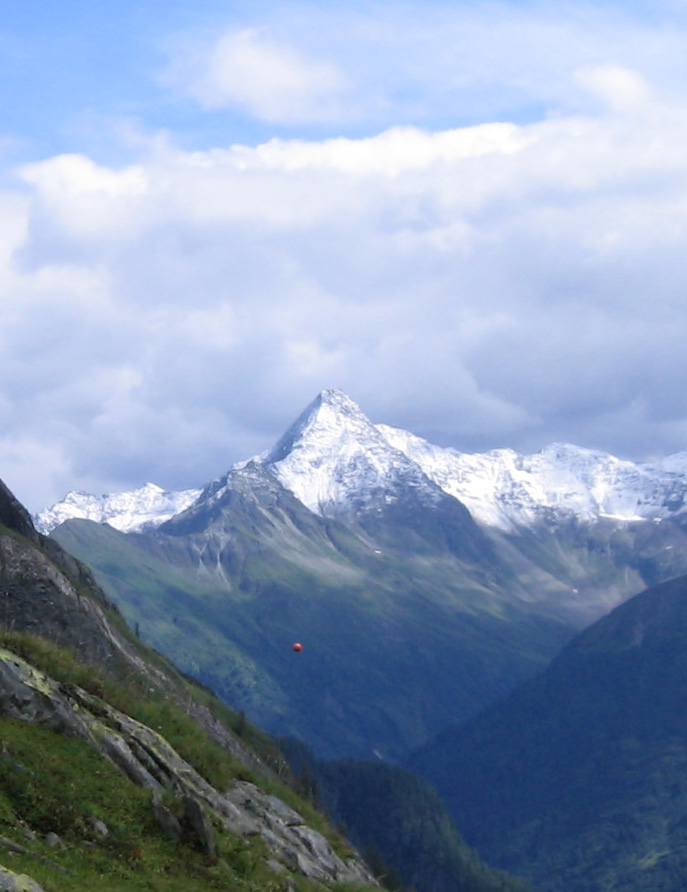
El Lasörling desde el noroeste

El grupo Lasörling ( en alemán: Lasörlinggruppe) es un subgrupo de los Alpes centrales dentro de los Alpes orientales. Los límites de esta cordillera en el Tirol Oriental están delineados principalmente por los valles de Virgental en el norte y Defereggental en el sur. Según el acuerdo de los clubes alpinos en 1984, el grupo Lasörling forma parte del grupo Venediger, formando su parte sureste. En las clasificaciones más antiguas de los Alpes orientales, el grupo Lasörling se contaba como parte de las montañas Defereggen     (montañas Villgraten). La cumbre más alta del grupo Lasörling es la Lasörling ( 3,098 m  (AA) ) que le da su nombre a la cadena. A veces, el vecino Panargenkamm también se ve como parte del grupo Lasörling. Su montaña más alta es el Keeseck ( 3,173 m (AA) ). 
Los municipios dentro de los cuales cae el grupo Lasörling son Matrei en Osttirol, Virgen y Prägraten am Großvenediger en el Virgental, y ( Hopfgarten, Sankt Veit y Sankt Jakob ) en el Defereggental. 

Panorama del Grupo Lasörling visto desde la entrada al valle de Timmeltal

## Galería

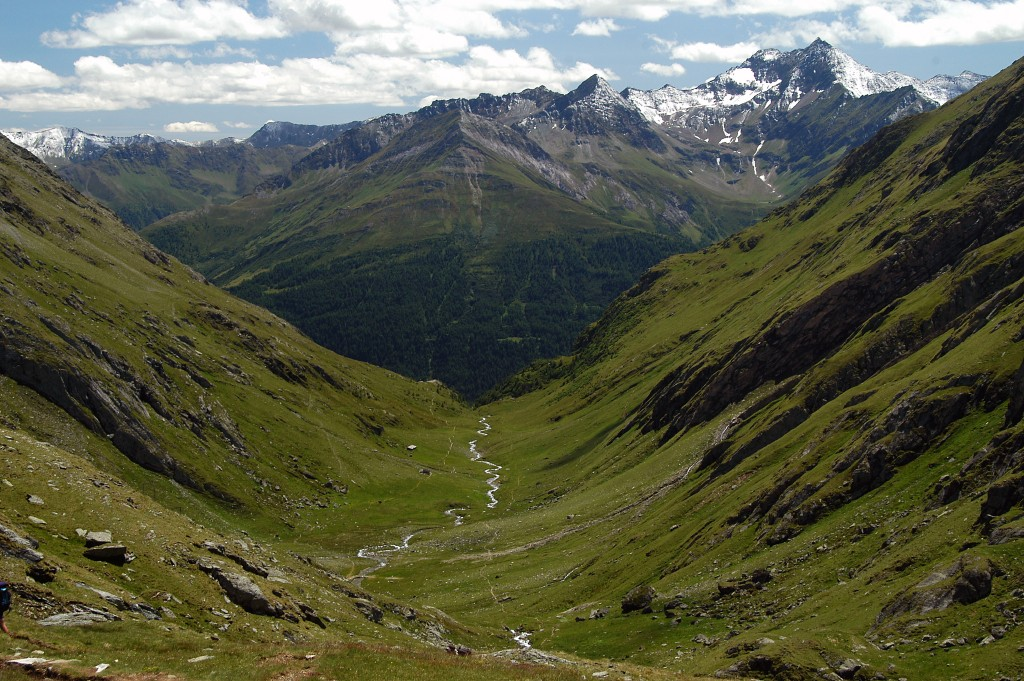
El grupo Lasörling visto desde el refugio de Eissee y el valle de Timmeltal (en el eje del valle está el Berger Kogel )
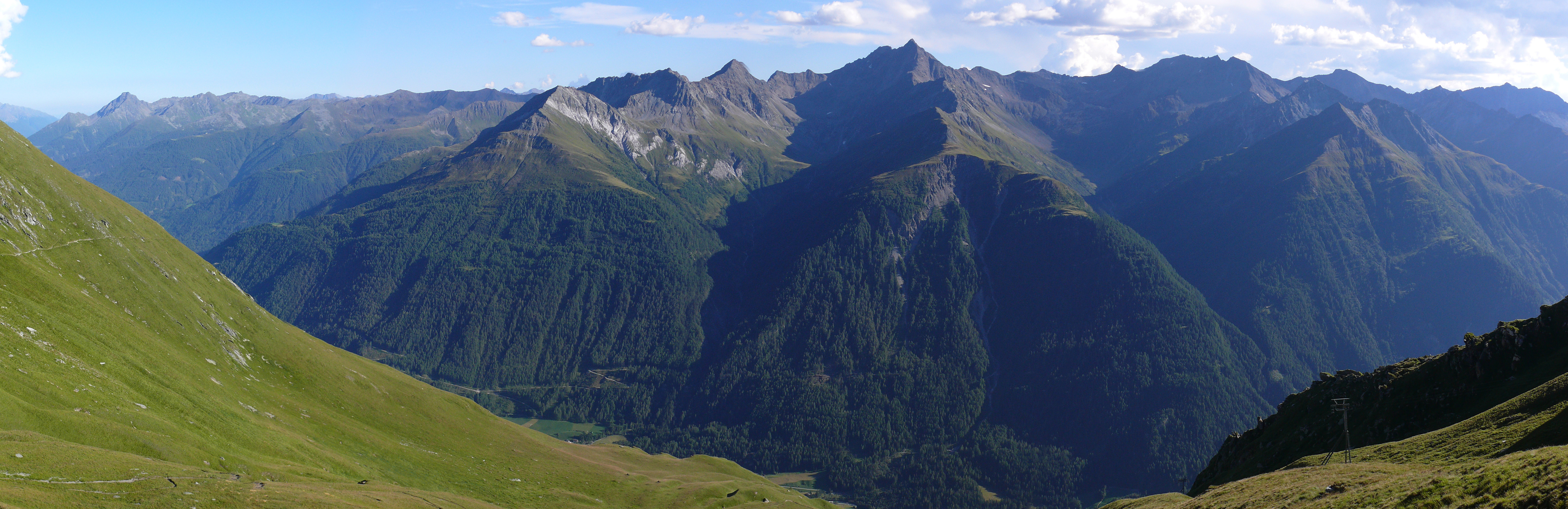
El grupo Lasörling visto desde el Refugio Sajat.
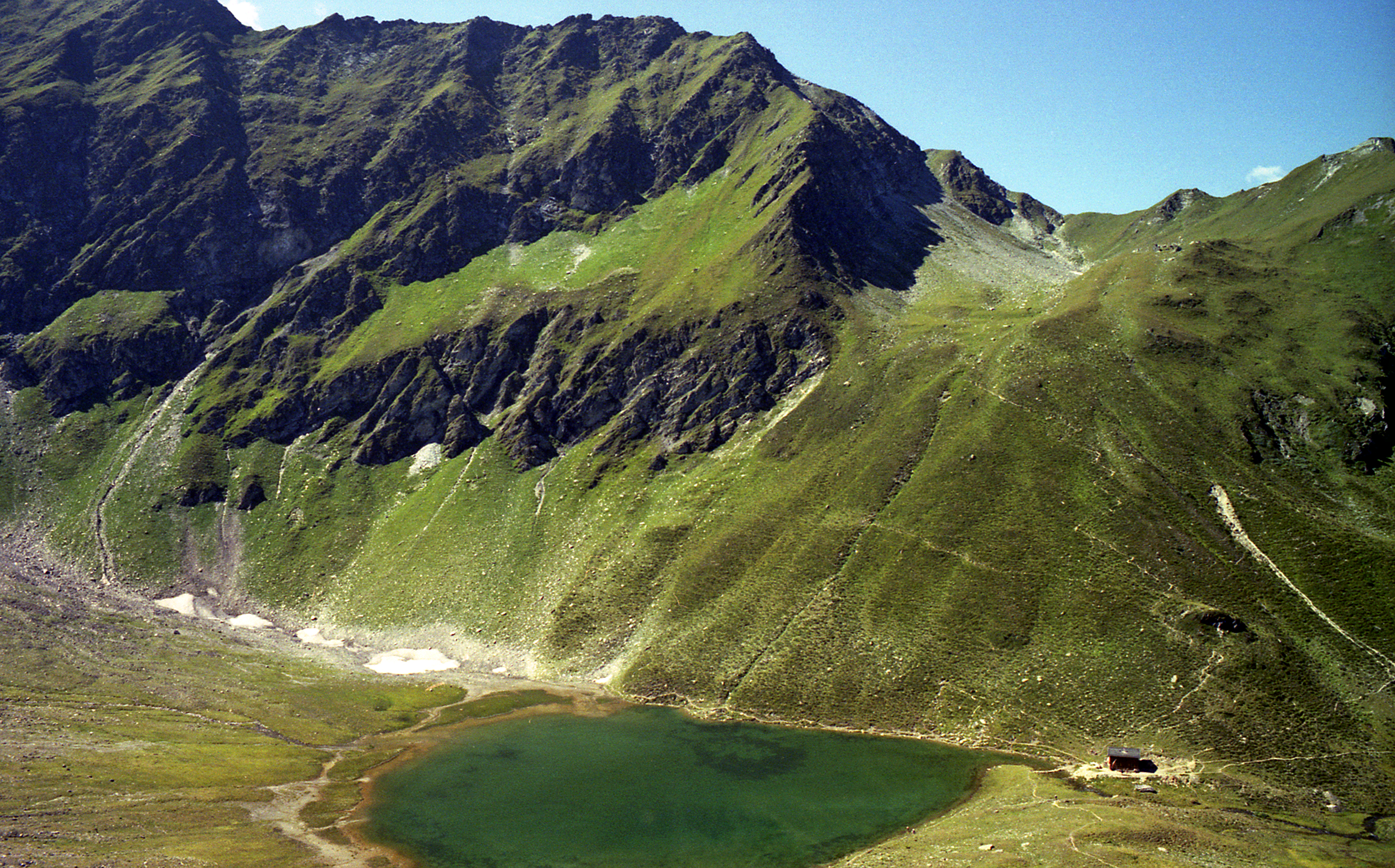
El refugio de Bergerse (debajo del corte Goldeckscharte ), visto desde el ascenso al Berger Kogel (1980)

- Datos: Q1250084
- Multimedia: Lasörlinggruppe / Q1250084